# Torontillana

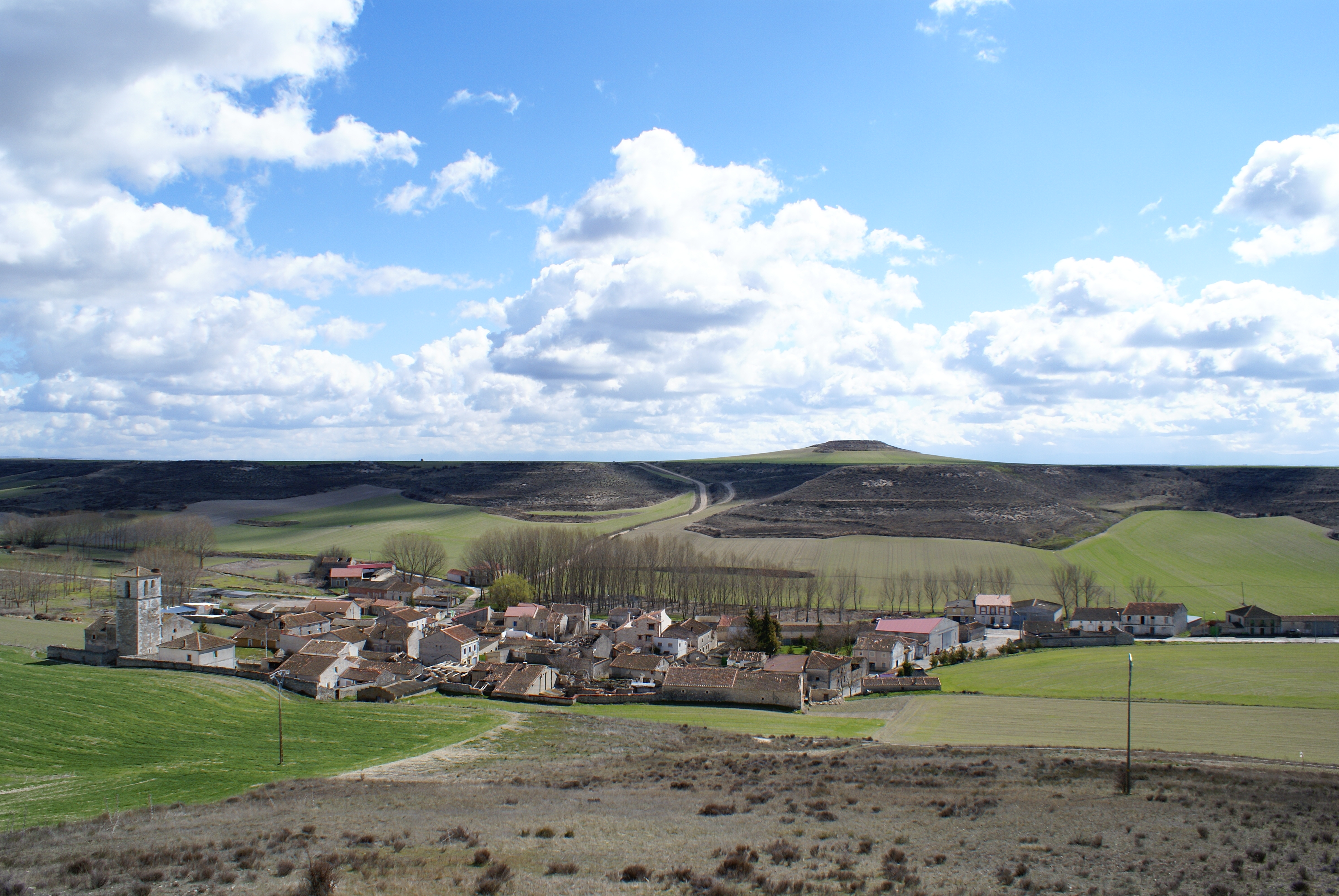
Torontillana, en la parte superior, despuntando sobre Dehesa de Cuéllar.

Torontillana, nombre oficial por parte del Estado (también Torrontillana, Tirontillana, Torrontillano y Torontillano por los lugareños), es un cerro situado en el municipio de Cuéllar, en las pedanías de Dehesa de Cuéllar y Dehesa Mayor, provincia de Segovia, comunidad autónoma de Castilla y León, España. Se sitúa en la margen izquierda del valle que forma el Arroyo Mondajos. Es el punto geográfico más elevado de la zona con 896 metros sobre el nivel del mar, dando paso a la planicie del Mar de Pinares.

## Características

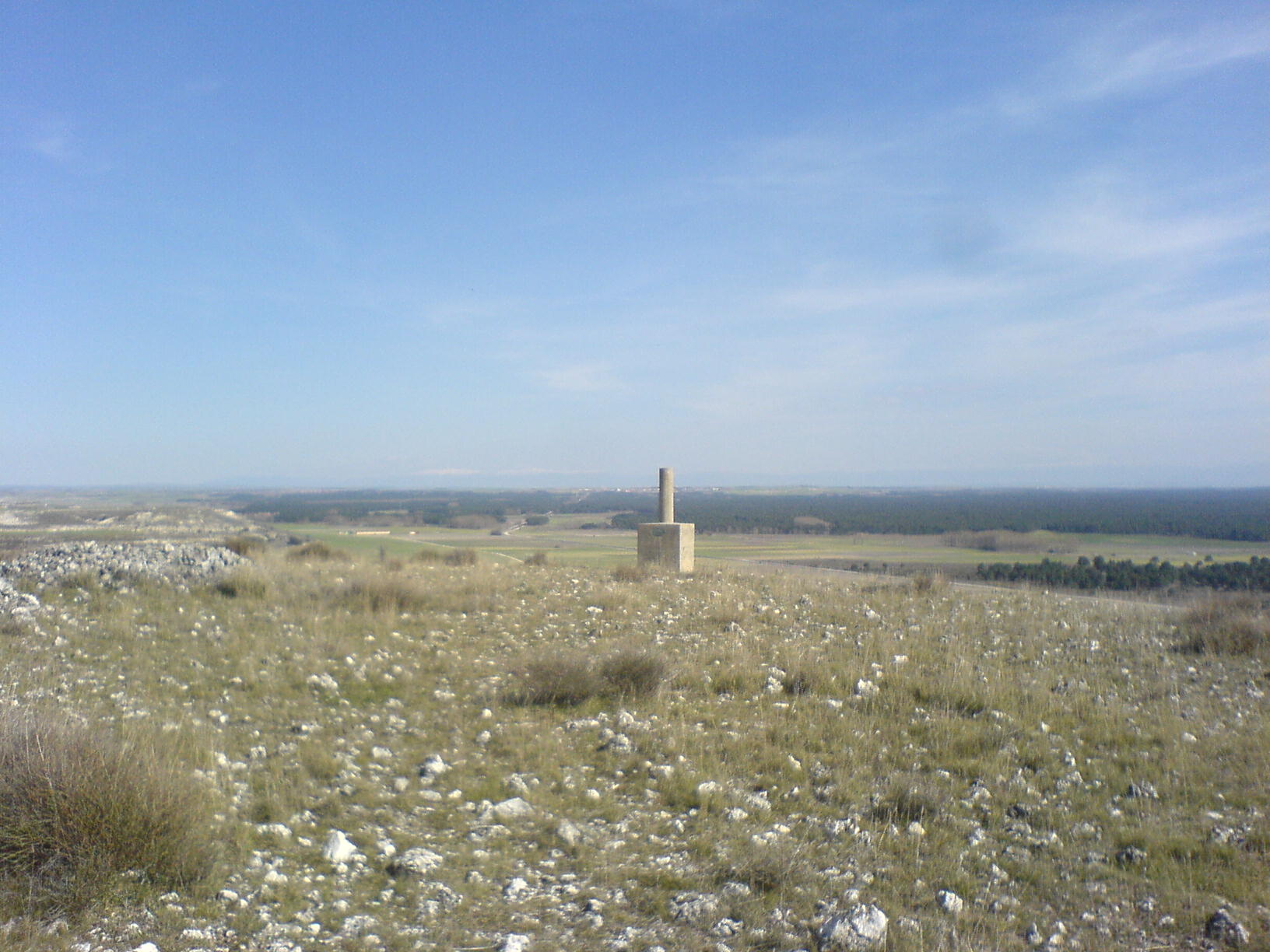
El vértice geodésico que marca el lugar más alto del cerro.

En el punto más elevado del mismo, a 896 metros, se encuentra un punto geodésico instalado por el Ministerio en los años 80. 
En la parte inferior de su estrato, presenta formaciones de yeso, que fueron explotadas hasta las últimas décadas, mientras que al ir ascendiendo se encuentran formaciones de piedra caliza. Todos sus alrededores están cubiertos por tierras de cultivo y perdidos, en lo que se conoce como la Cuesta del Plato. 
Recientemente se han comenzado a explotar sus características de mirador, destacando las vistas hacia al sur y al Mar de Pinares, hacia el este con Frumales y Hontalbilla, al norte con Lovingos, Moraleja de Cuéllar, Fuentes de Cuéllar y en días claros, incluso Olombrada. En el lado oeste, se pueden observar Dehesa de Cuéllar, Dehesa Mayor y Cuéllar.